# باپیروند
باپیروند، نام یکی از طوایف ایل کُردلی ساکن شهرستان دهلران است. فرانک هول در مقاله‌ای که برای دانشنامهٔ ایرانیکا نوشته از این طایفه به عنوان یکی از طوایف لُر یاد کرده است هرچند منابع دیگری این طایفه را از مردمان کُرد می‌دانند. طوایف ایل کردلی به چهار دستهٔ جایروند، مه‌میه‌وند، مستقل و وابسته تقسیم می‌شوند و باپیروند یکی از ۵ طایفهٔ این ایل است که در دستهٔ طایفه‌های مستقل قرار می‌گیرد. طایفهٔ باپیروند اولین طایفه‌ای بود که موفق شد بین طوایف ایل کُرد اتحاد به وجود آورد و به همین دلیل تا مدت‌ها ریاست این ایل را بر عهده داشت. فیلی‌ها در لرستان پشتکوه (استان ایلام کنونی) به دو دسته محکی و کُرد تقسیم‌بندی می‌شدند. ایل محکی یا مهکی در گذشته به‌طور کلی شامل ایل ملکشاهی، خزل، ارکوازی، علی شیروان و پنج ستونی می‌شد و مابقی در ایل کُرد قرار می‌گرفتند که امروز ایل کرد با نام کردلی نیز شناخته می‌شود، هرچند کایدخورده، شوهان، دیناروند و… شامل آن نمی‌شود. ایل کردلی علاوه بر طوایفی که جزء مردمی که کُرد قرار میگیرند طوایف و تخمه‌هایی از مردم عرب و لُر را نیز در خود دارد.

## خاستگاه
تیره‌های مختلف طایفهٔ باپیروند به دو دستهٔ بالا و پایین تقسیم می‌شوند. تیره‌های کله‌نهر، کاوباپیر، فرضالی، خسروی (گرگی علی‌اکبر) در دستهٔ بالا قرار می‌گیرند. تیره‌های سیدان (گرگی)، آغاعلی، محمد، علی‌ولی، جمشید، کوچانی، کاظم، بریسم، قاسم، اورام خنجر، یونس، عیدی‌بک در دستهٔ پایین قرار می‌گیرند.
در زمان حکومت والیان تعدادی از خانوارهای باپیروند به عراق مهاجرت کردند که در بغداد و علی غربی ساکن هستند. باپیروند ها در شهر دهلران، زرین آباد و روستاهای اطراف بخش مرکزی و اناران  زندگی می کنند.
همچنین در دوران حکومت رضاخان و جنگ‌های حکومت مرکزی با مردم این منطقه، بیشتر جمعیت تیرهٔ عیدی‌بک و چند خانوار از تیرهٔ کاظم به منطقهٔ آبدانان کوچ داده شدند که در مورموری و روستای چم‌کبود اسکان یافتند. طایفهٔ باپیروند در سال ۱۳۱۳ در سه روستای چم‌سرخ، بان‌موله و قولک اسکان داده شدند که امروزه فقط روستای چم‌سرخ مسکونی می‌باشد.